# 玛丽亚·马提
玛丽亚·马提（1971年—），新疆阿合奇人，柯尔克孜族，中华人民共和国政治人物、第十一届全国人民代表大会新疆地区代表。
毕业于新疆大学汉语专业，是中共党员。担任新疆维吾尔自治区克孜勒苏柯尔克孜自治州扶贫办副主任。2008年起担任全国人大代表。